# Ihre Exzellenz, die Botschafterin
Ihre Exzellenz, die Botschafterin ist eine deutsche Fernsehserie mit 14 Folgen, die 1994 im ZDF aufgeführt wurde. Der Pilotfilm lief am 3. März 1994.

## Handlung
In der Serie spielt Gaby Dohm die Diplomatin Cornelia Sommer, die nach über zehn Jahren im diplomatischen Dienst ausspannen und mit ihrem zweiten Ehemann Alex Sommer (Friedhelm Ptok) die Hochzeitsreise nachholen will. Da erhält sie das Angebot, deutsche Botschafterin in Ungarn zu werden. Sie betrachtet das als neue Herausforderung und nimmt das Angebot an, obwohl ihr Freund Clemens Langhoff (Klaus Wildbolz) mit der Berufung gerechnet hatte.
Vor Ort wird sie im Amt mit Problemen konfrontiert, die sie mit ihrer teils dominanten und auch burschikosen Art löst und sich so den Respekt ihrer Mitarbeiter verschafft. Ihre persönlichen Probleme, insbesondere den Tod ihres Mannes, kann sie mit Hilfe ihrer Tochter Nicole Sommer (Katja Strobel), ihrer Eltern Leopold (Karl Schönböck) und Christine von Schönborn (Winnie Markus), ihres Bruders Christian (Thomas Schendel) und ihres Freundes Clemens Langhoff bewältigen.

## Episoden
| Titel                 | Erstausstrahlung | Drehbuch                         |
| --------------------- | ---------------- | -------------------------------- |
| Pilotfilm             | 3. März 1994     | Karlheinz Freynik, Peter Deutsch |
| Die Neue              | 10. März 1994    | Karlheinz Freynik, Peter Deutsch |
| Romeo und Julia       | 17. März 1994    | Karlheinz Freynik, Peter Deutsch |
| Herzenssache          | 24. März 1994    | Karlheinz Freynik, Peter Deutsch |
| Freud und Leid        | 31. März 1994    | Karlheinz Freynik, Peter Deutsch |
| Keine Zeit für Trauer | 7. April 1994    | Peter Deutsch                    |
| Umgeben von Spionen   | 14. April 1994   | Peter Deutsch                    |
| Macht der Gefühle     | 21. April 1994   | Peter Deutsch                    |
| Der Attaché           | 28. April 1994   | Rolf Bönnen, Peter Deutsch       |
| Gekaufte Liebe        | 5. Mai 1994      | Rolf Bönnen, Peter Deutsch       |
| Diplomatenjagd        | 12. Mai 1994     | Peter Deutsch                    |
| Hokuspokus            | 19. Mai 1994     | Peter Deutsch, Irene Rodrian     |
| Ein heikler Fall      | 26. Mai 1994     | Peter Deutsch                    |
| Die Hochzeit          | 2. Juni 1994     | Peter Deutsch                    |